# سوفت لاير
كانت سوفت لاير تكنولوجيز، شركة مقدمة لخادمًا مخصصًا واستضافة مُدارة ومزودًا للحوسبة السحابية، وقد تم تأسيسها في عام 2005 واستحوذت عليها شركة آي بي إم في عام 2013.

## وصلات خارجية
- موقع سوفت لاير الرسمي
- حول الشركة